# Trichacis rufipes
Trichacis rufipes är en stekelart som beskrevs av William Harris Ashmead 1893. Trichacis rufipes ingår i släktet Trichacis och familjen gallmyggesteklar. Inga underarter finns listade i Catalogue of Life.